# Crotalaria nudiflora
Crotalaria nudiflora är en ärtväxtart som beskrevs av Roger Marcus Polhill. Crotalaria nudiflora ingår i släktet sunnhampor, och familjen ärtväxter. Inga underarter finns listade i Catalogue of Life.